# Gamla stan
För andra betydelser, se Gamla staden.
Gamla stan, fram till 1980 officiellt Staden mellan broarna, är en stadsdel i Stockholms kommun och Stockholms historiska centrum. Stadsdelen är uppbyggd på Stadsholmen. Även Helgeandsholmen och Strömsborg tillhör stadsdelen Gamla stan. Ibland räknas också Riddarholmen till Gamla stan, men den utgör en egen stadsdel. Under flera hundra år utgjorde Gamla stan den egentliga staden. Stadsdelen bildades 1933 och hade år 2021 cirka 3 000 invånare. Gamla stan tillhör Södermalms stadsdelsområde och har en yta av 36 hektar. 
Samtliga byggnader i Gamla stan (utom Skeppsbrons tullpaviljonger) är blåmärkta av Stadsmuseet i Stockholm, vilket innebär att de utgör "synnerligen höga kulturhistoriska värden". I Gamla stan finns ett 30-tal profanbyggnader som för närvarande (2023) är lagskyddade byggnadsminnen. Bland dem återfinns (från norr till söder) Stockholms slott, Tessinska palatset, Bondeska palatset, Kanslihusannexet, Petersenska huset, Kungliga posthuset, Dångerska huset, Tullhuset, Norra och Södra Bankohuset samt Räntmästarhuset.

## Historik

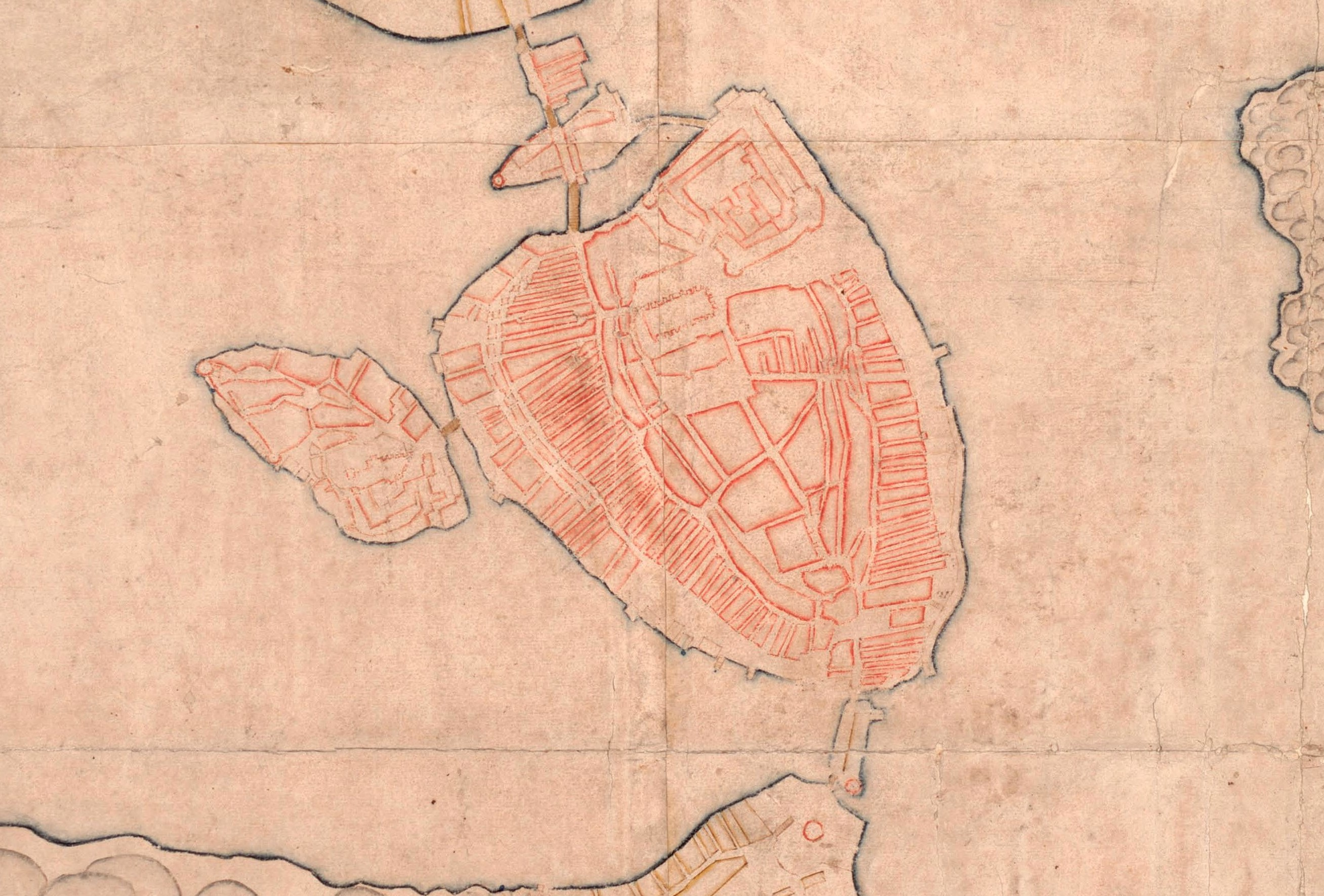
Stockholms äldsta karta visar staden före 1547, ritad på 1620-talet
(del av karta med Stadsholmen, Helgeandsholmen och Riddarholmen).

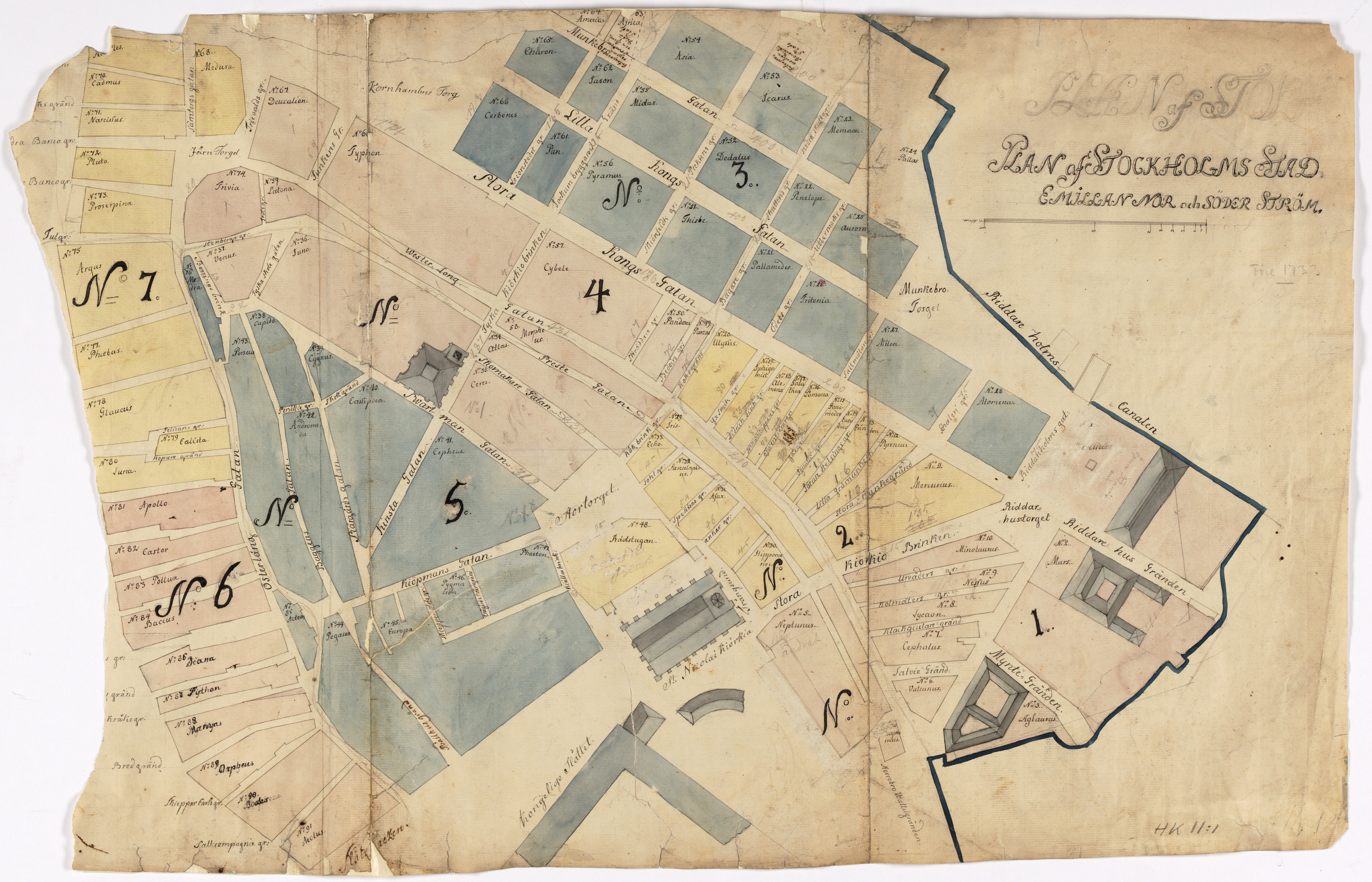
Gamla stan 1733 (norr är nedåt).

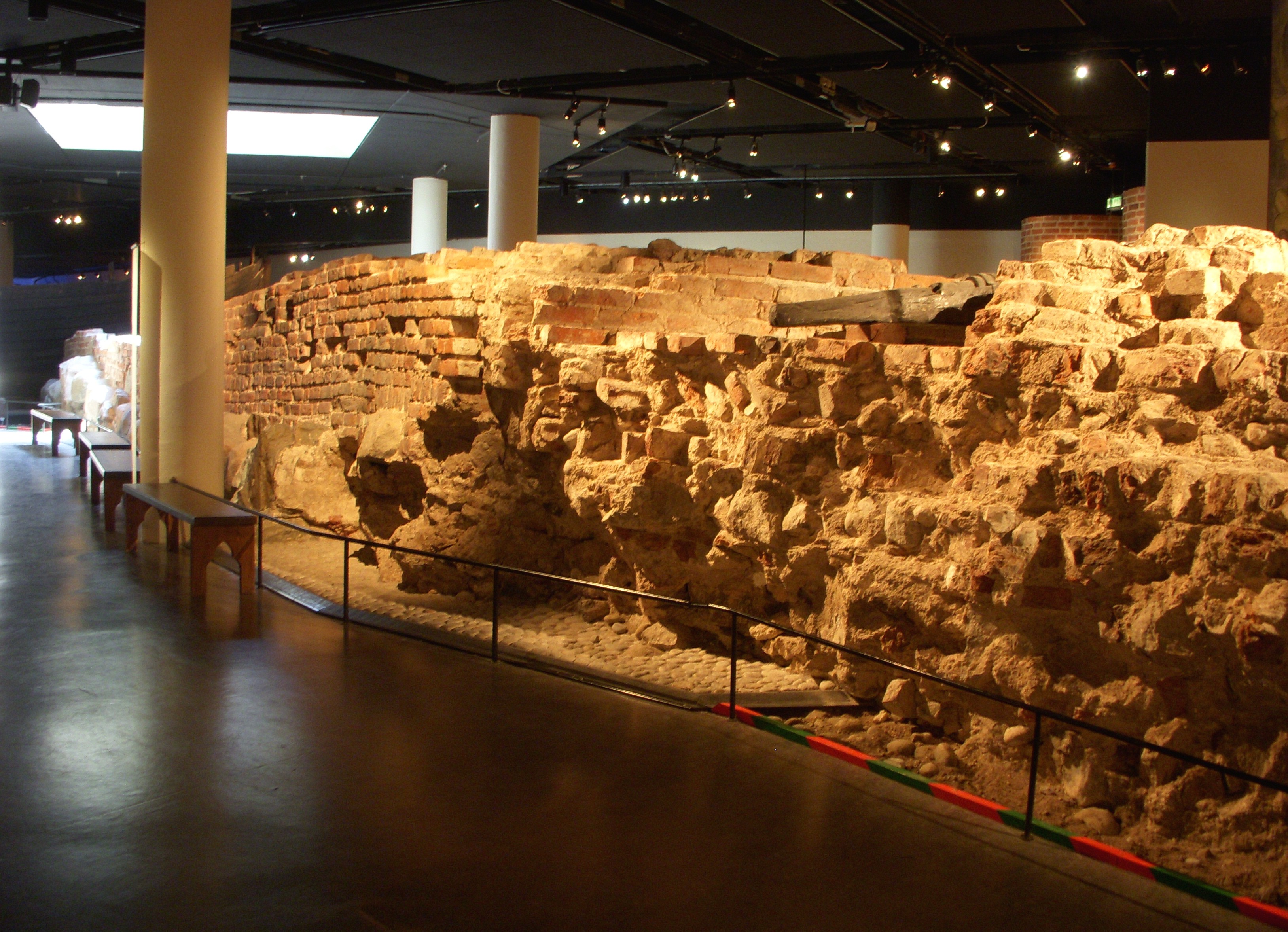
En rest av Stockholms yngre stadsmur, som visades på Medeltidsmuseet till november 2023

Stockholm grundades på 1200-talet och byggdes i hägnet av den stora borganläggningen som Birger jarl låtit uppföra som "lås" för Mälaren. Vid stadens huvudtorg, Stortorget, byggdes rådhuset och bakom detta bykyrkan – den äldsta delen av Storkyrkan. Från torget utgick gator mot stadsportarna; den viktigaste, Köpmansporten, ledde ned till hamnen och Fiskartorget vid Saltsjön.
Gamla stan var länge staden i motsats till den mera lantliga omgivningen, malmarna (Norrmalm, Södermalm). Då omtalas den som "staden" eller "själva staden". Från 1800-talets mitt förtydligas namnet till "Staden mellan broarna" eller "Staden inom broarna". 
Den äldsta medeltida staden omgavs av flera stadsmurar. En trolig placering för den äldre stadsmurens västra sträckning var längs Prästgatans västra sida, medan den östra muren följde Bollhusgränds och Baggensgatans östra sida. Att det exakta läget är svårbestämbart beror på att muren flyttades utåt i takt med att staden växte. Att en mur verkligen har funnits framgår bland annat av bevarade skattelängder från 1400-talets senare hälft där begreppen "Innan mur" användes för de skattebetalare som bodde på Stadsholmens höjdplatå.
Stadens dominerande byggnad var borgen. Innanför uppstod ett oregelbundet gatunät och redan vid 1200-talets slut påbörjades systematiska utfyllnader vid Stadsholmens stränder, varvid stadens tomtmarker ökade. Byggnader uppfördes på den utfyllda marken nedanför åsen och befästningarna placerades närmare vattnet. Under medeltidens senare del hade de långsmala kvarteren nedanför långgatorna bildats. 
Först vid 1600-talet hade de gamla befästningarna spelat ut sin roll och efter den Stora branden 1625 i den sydvästra delen, inleddes ett omfattande regleringsarbete då gamla murrester revs och Stora och Lilla Nygatan drogs fram linjerakt genom det tidigare myllret. Några år senare revs även murarna österut och Skeppsbron anlades som en bred strandgata, med präktiga 1600-talshus som bildade stadens front mot vattnet – värdig själva stormaktens huvudstad.
Den äldsta bebyggelsen var sannolikt uppförd i trä, men under senmedeltiden kom en stor del av husen att byggas i tegel. Under stormaktstiden byggdes också många av de medeltida husen om. De fick ny fasadutformning med höga gavlar och rikt utsmyckade portaler. I senare tider har också husen moderniserats. På 1700-talet fick många byggnader nya takformer och enhetliga, putsade fasader och under det sena 1800-talet en rikare fasadutformning och stora skyltfönster längs affärsgatorna. 
Bakom de synliga fasaderna finns ännu mycket av medeltida murverk kvar. Inne i husen kan man också finna både källarvalv från medeltiden, kalkmålningar gjorda på 1500-talet, rikt bemålade bjälktak från 1600-talet, högklassig rokokoinredning och 1800-talets överdådiga dekorationer.

## Stadsplanering

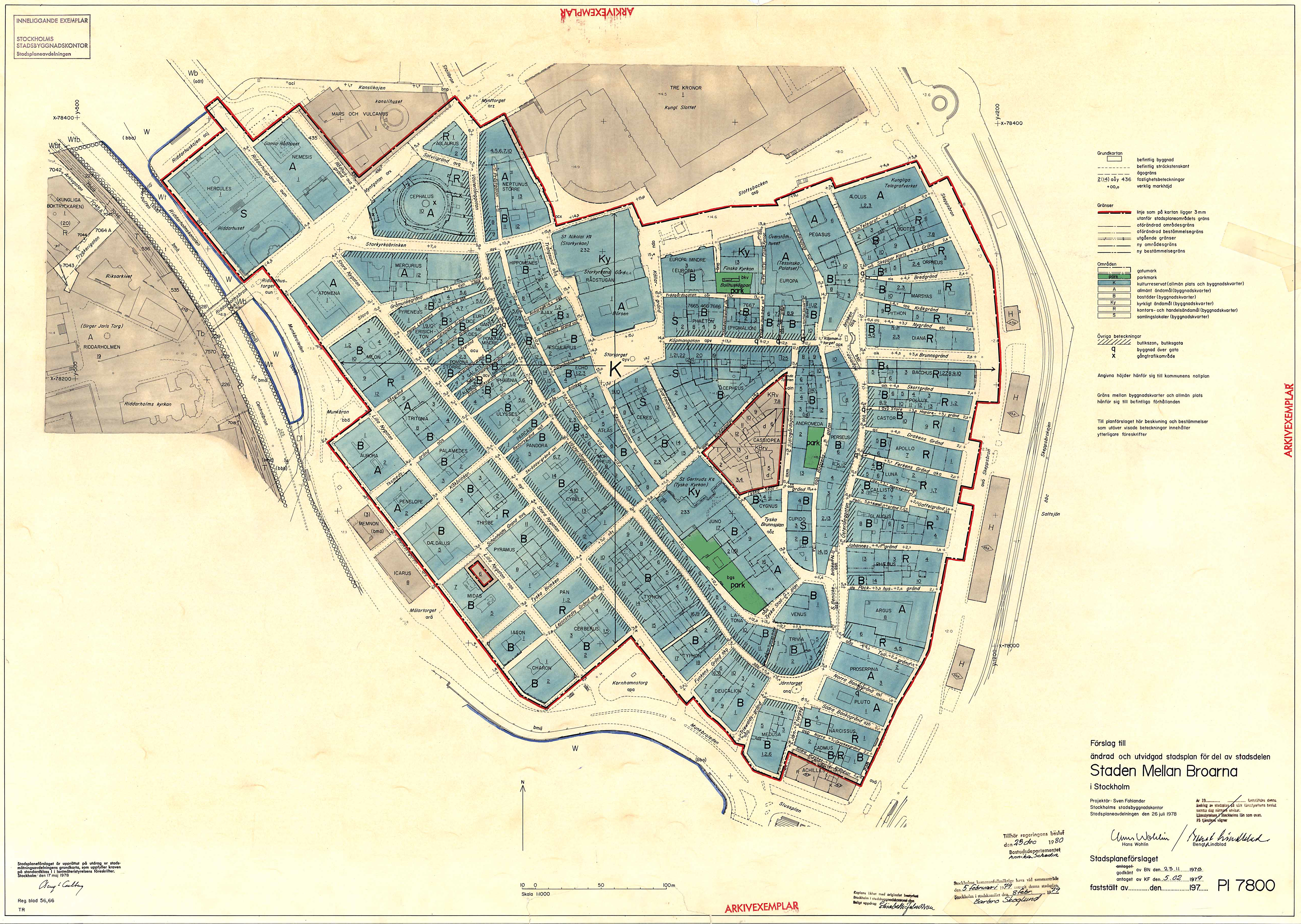
Gällande stadsplan över Staden Mellan Broarna. Laga kraft: 1980-12-23.

På 1840-talet lades de första regleringsplaner för Gamla stan fram, där man tog hänsyn till människornas dåliga bostadssituation och till genomgångstrafikens problem. Det var ett tiotal stadsplaner som praktiskt tagit samtliga krävde en total rivning av Gamla stans bebyggelse, med undantag för de stadskvarter väster om Stora Nygatan, som hade reglerats med rätvinkliga stadskvarter efter den "stora vådelden" år 1625. Ingen av dessa planer utfördes dock. 
Kring sekelskiftet 1900 fick man upp ögonen för de historiska värden som Gamla stans bebyggelse representerade. Carl Larsson, själv född på Prästgatan, menade i ett uttalande 1904 att om han vore miljonär, så skulle han inköpa husen i Gamla stan, restaurera dem så noga som möjligt till deras ursprungliga skick samt utrusta dem med moderna tiders bekvämligheter.
På 1930-talet hade avsky mot Gamla stans slumkvarter förbytts till stor respekt för stadsdelens historiska arv. År 1934 lät Samfundet Sankt Erik på prov sanera huset Kindstugatan 14 i kvarteret Cepheus. Resultatet blev mycket lyckat och ledde till att hela kvarteret sanerades och Gamla stans största grönområde skapades. 
Gamla stan som helhet skyddas sedan ett regeringsbeslut (1980-12-23) av en klassning som riksintresse för kulturmiljövård av Riksantikvarieämbetet.

## Bilder, stadsmiljöer

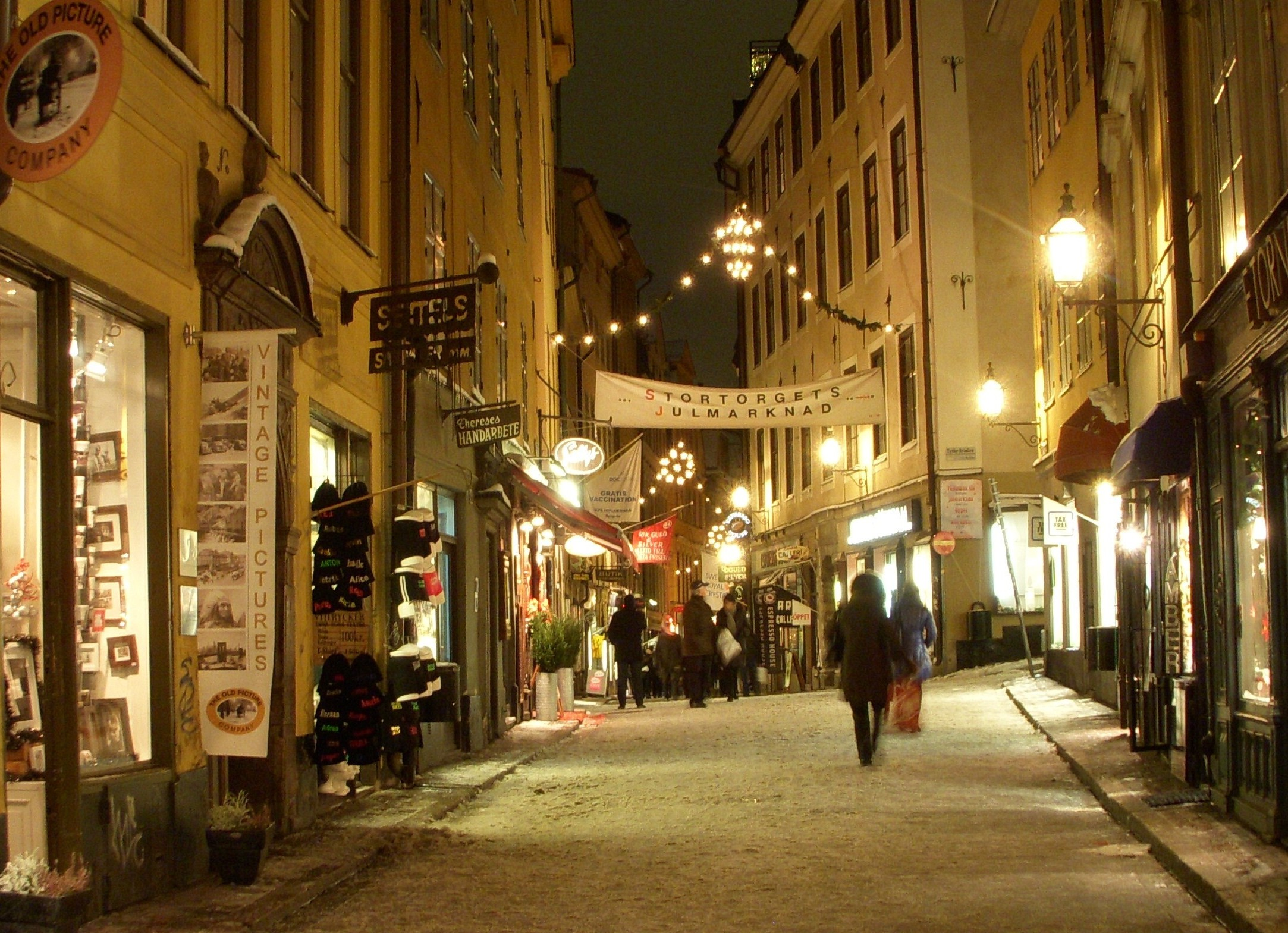
Västerlånggatan
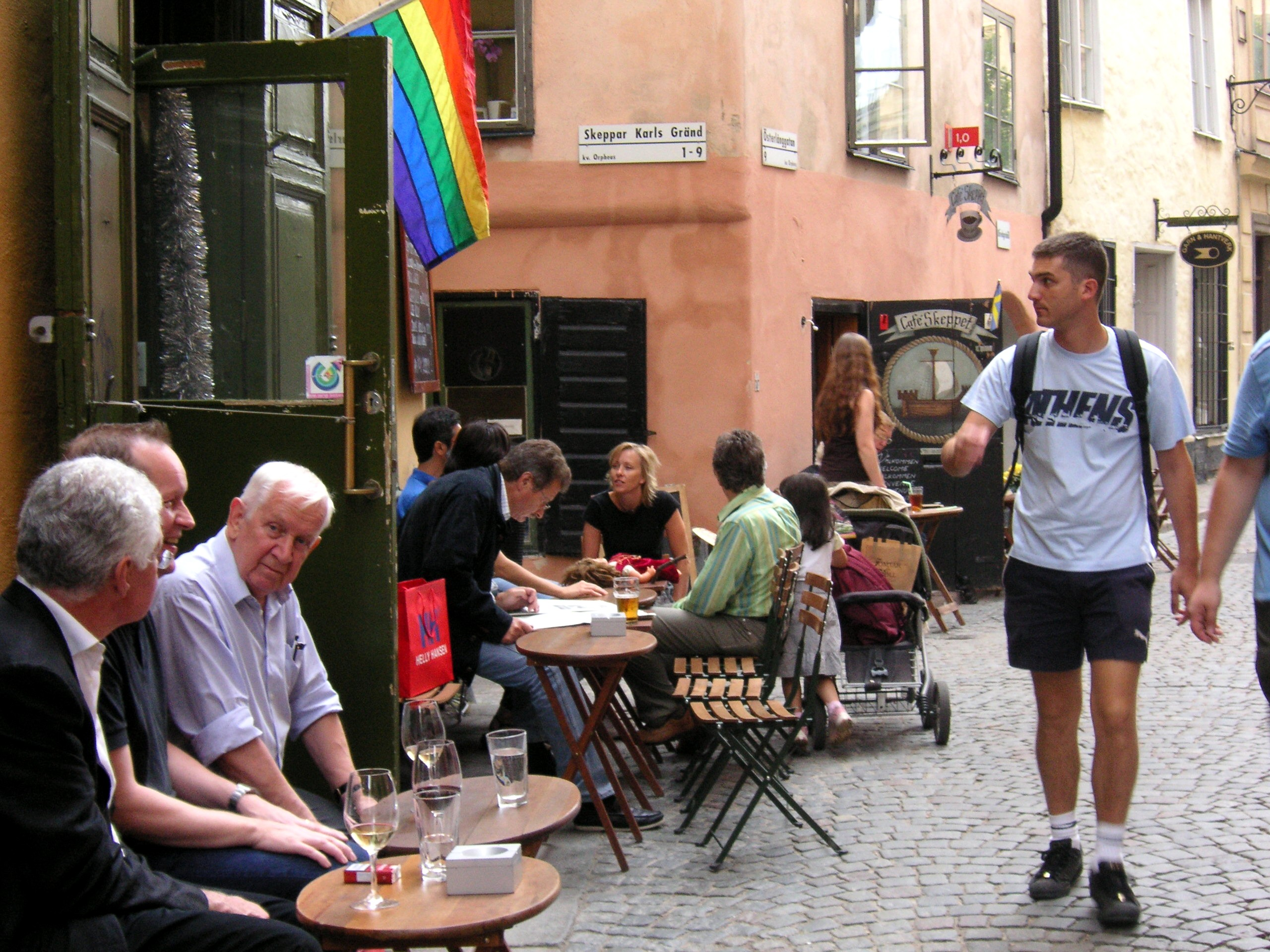
Österlånggatan
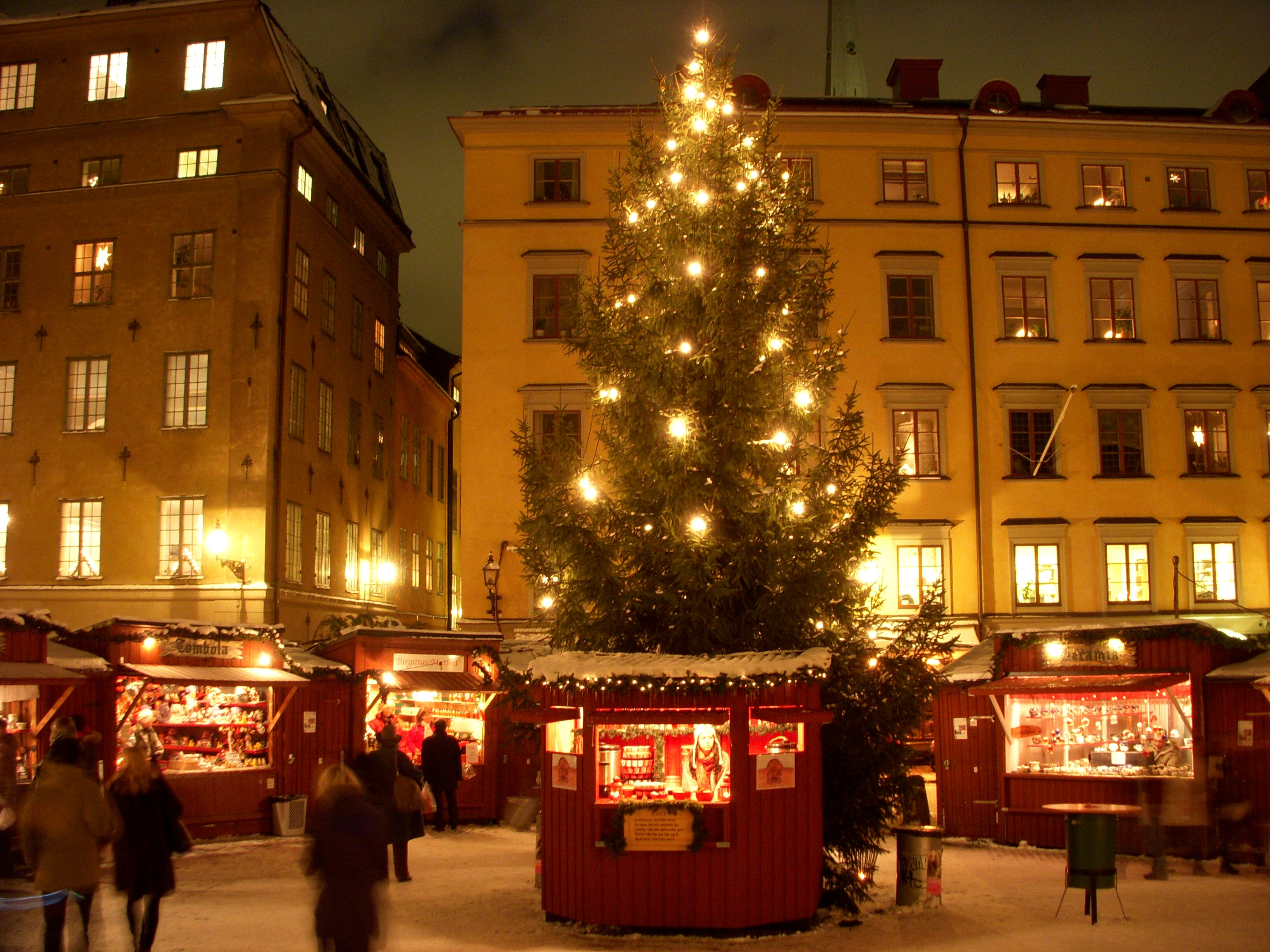
Julmarknad på Stortorget
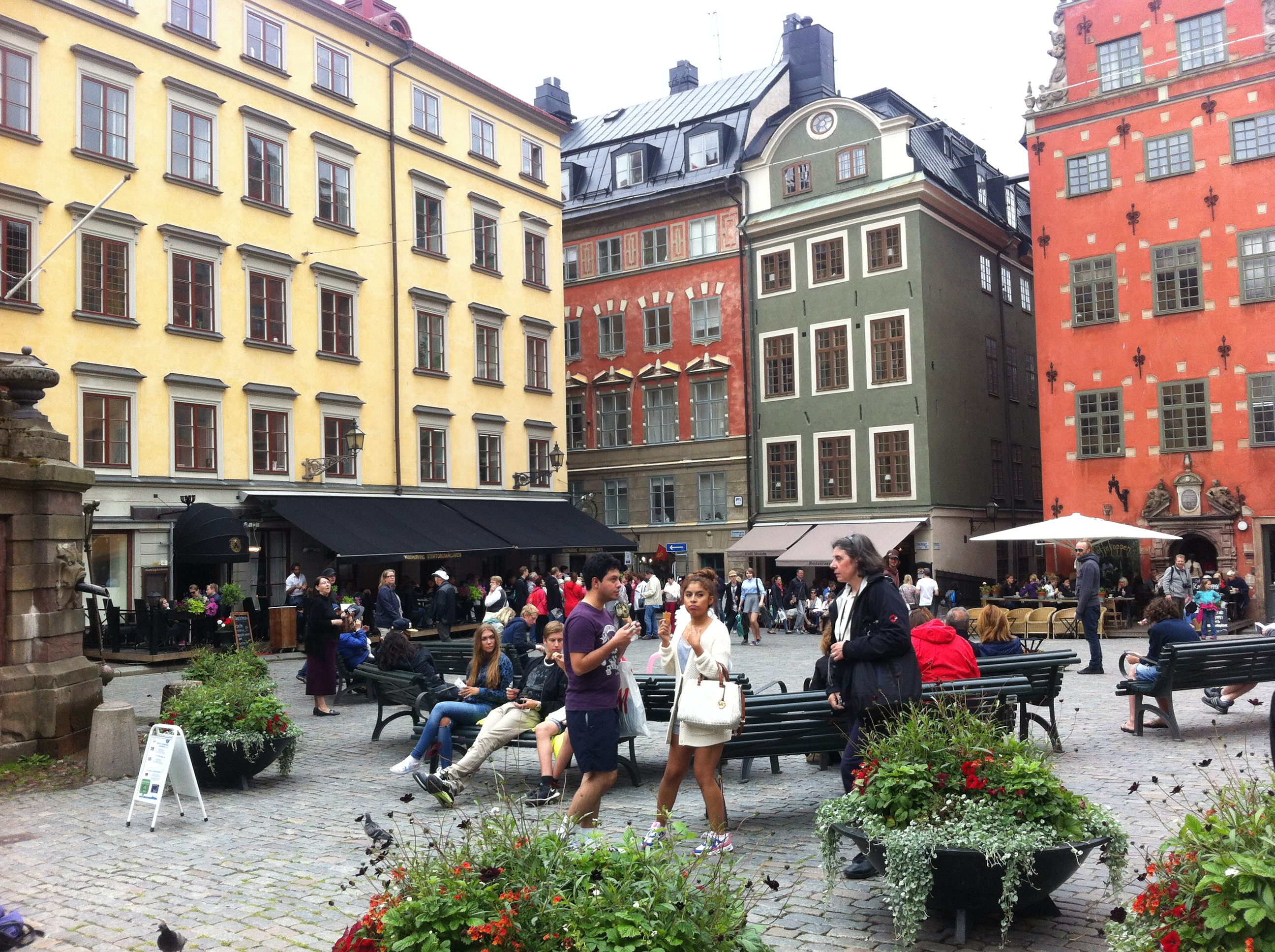
Stortorget på sommaren

## Bilder, vyer från Tyska kyrkans torn

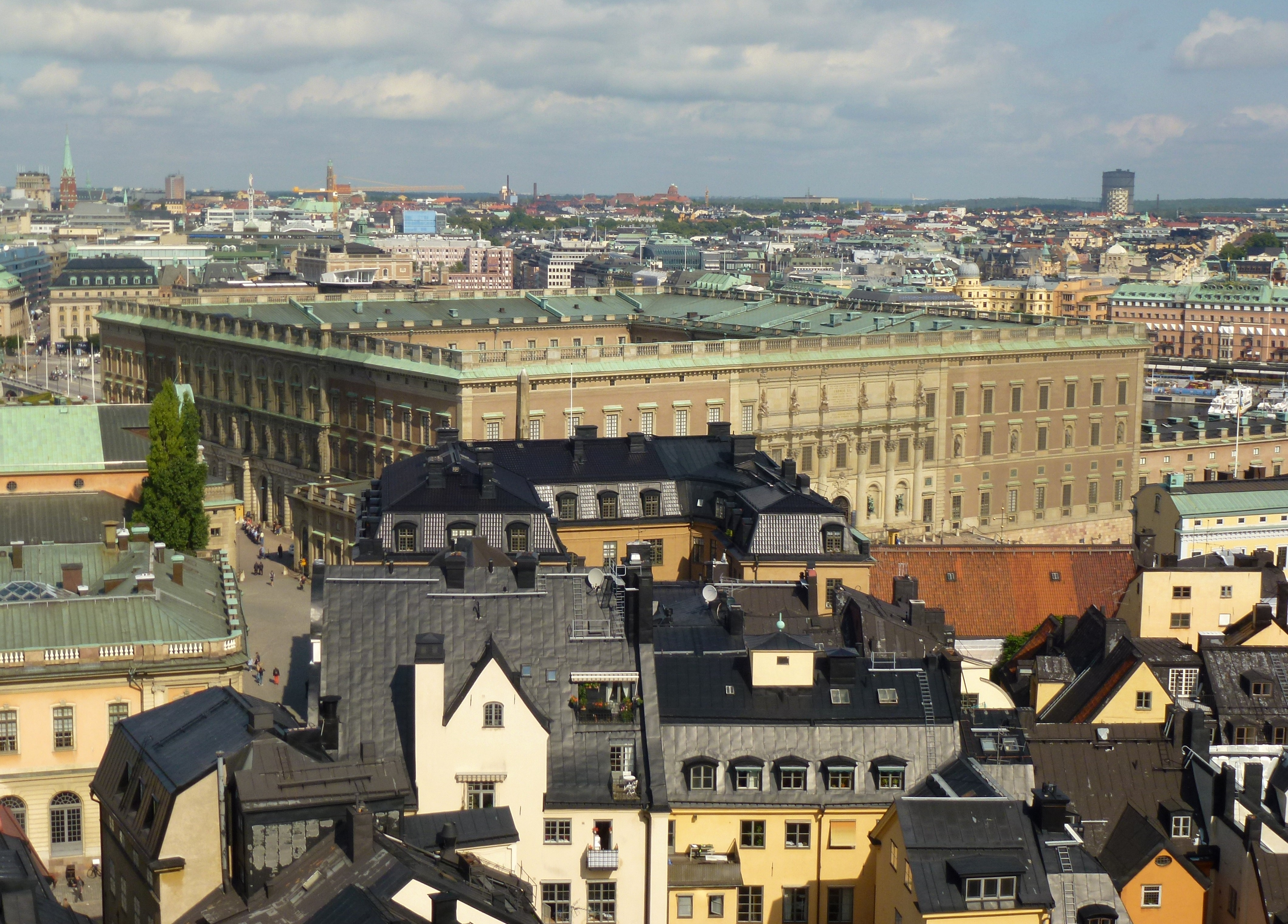
Vy mot norr
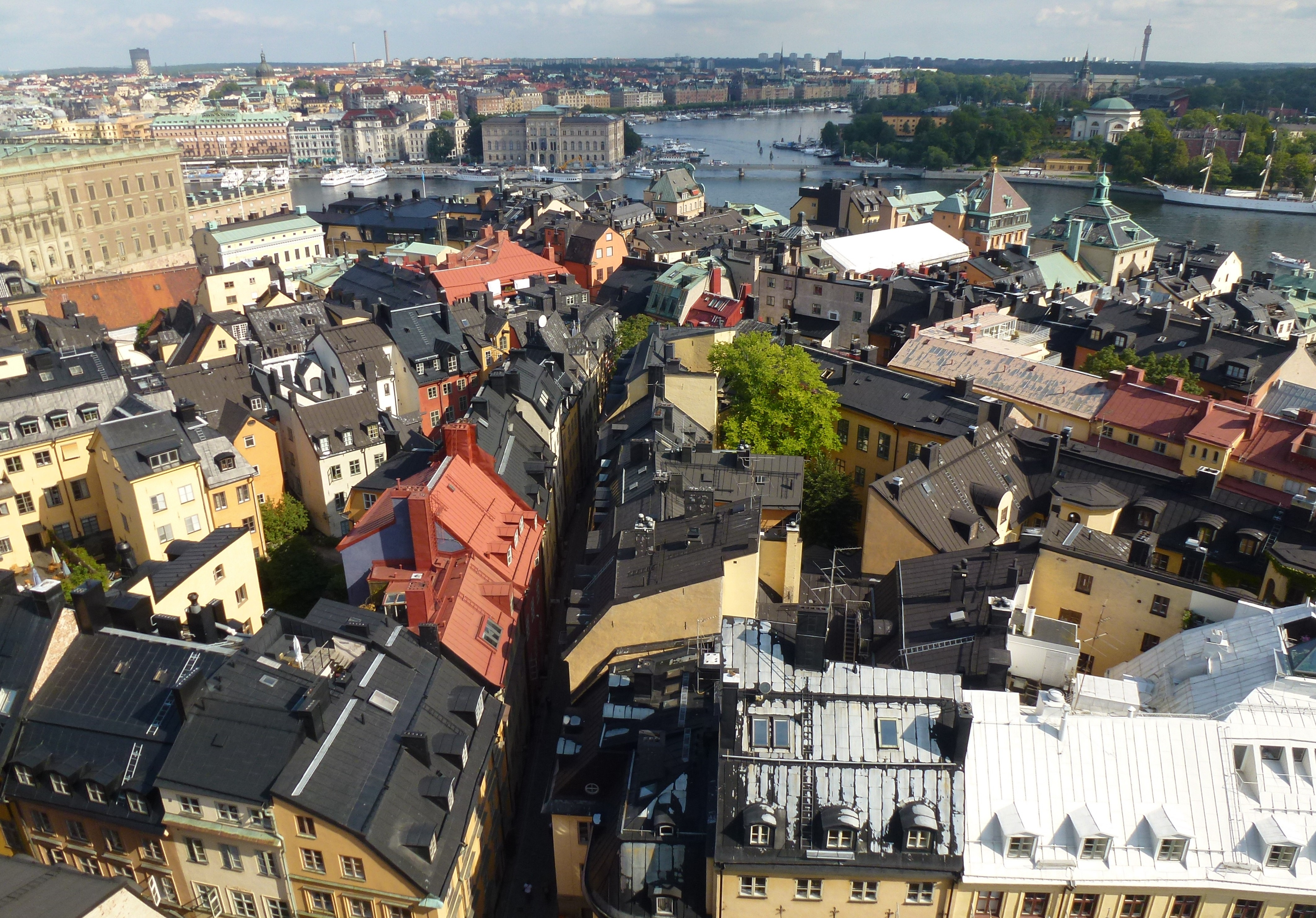
Vy mot öst
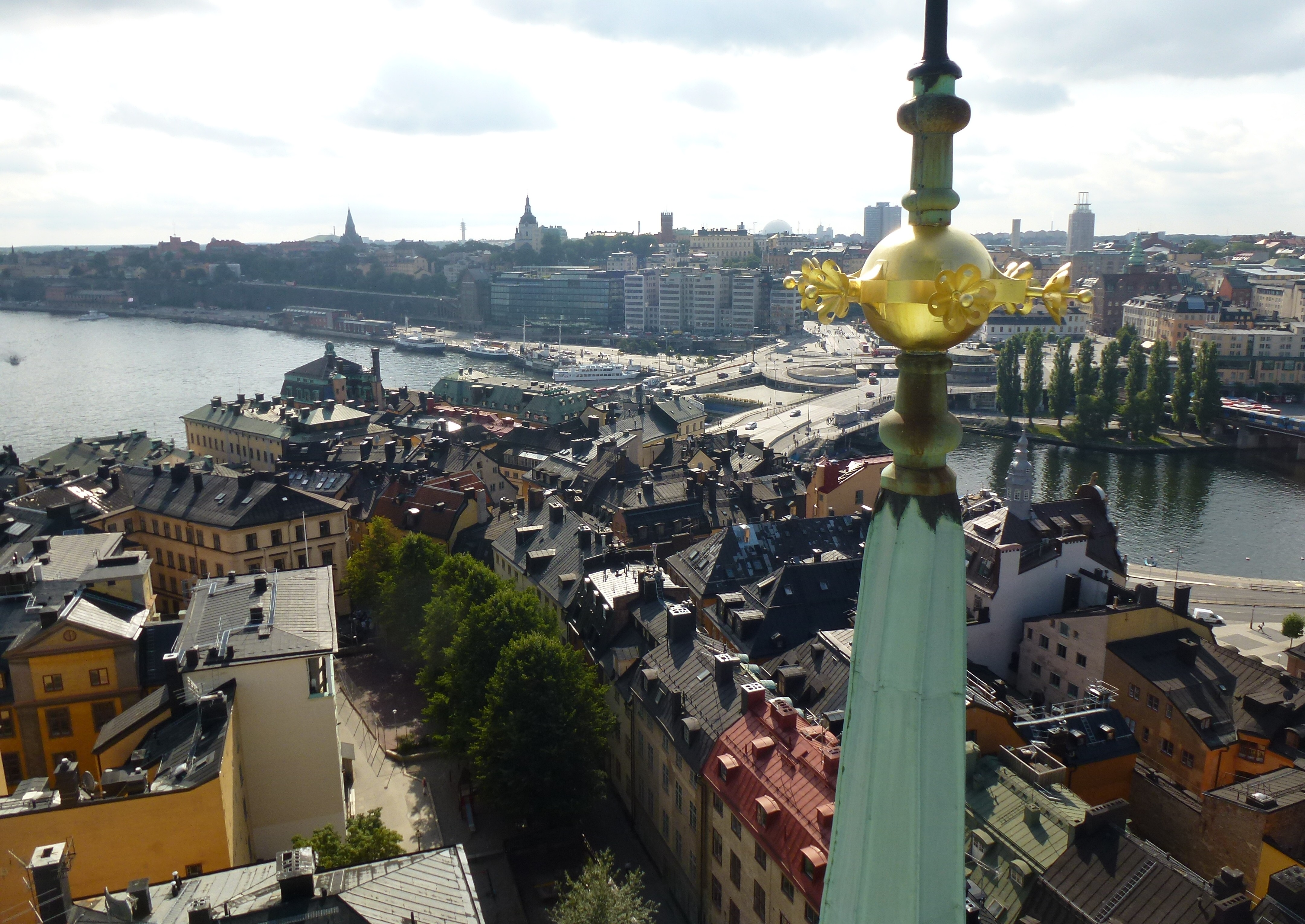
Vy mot syd
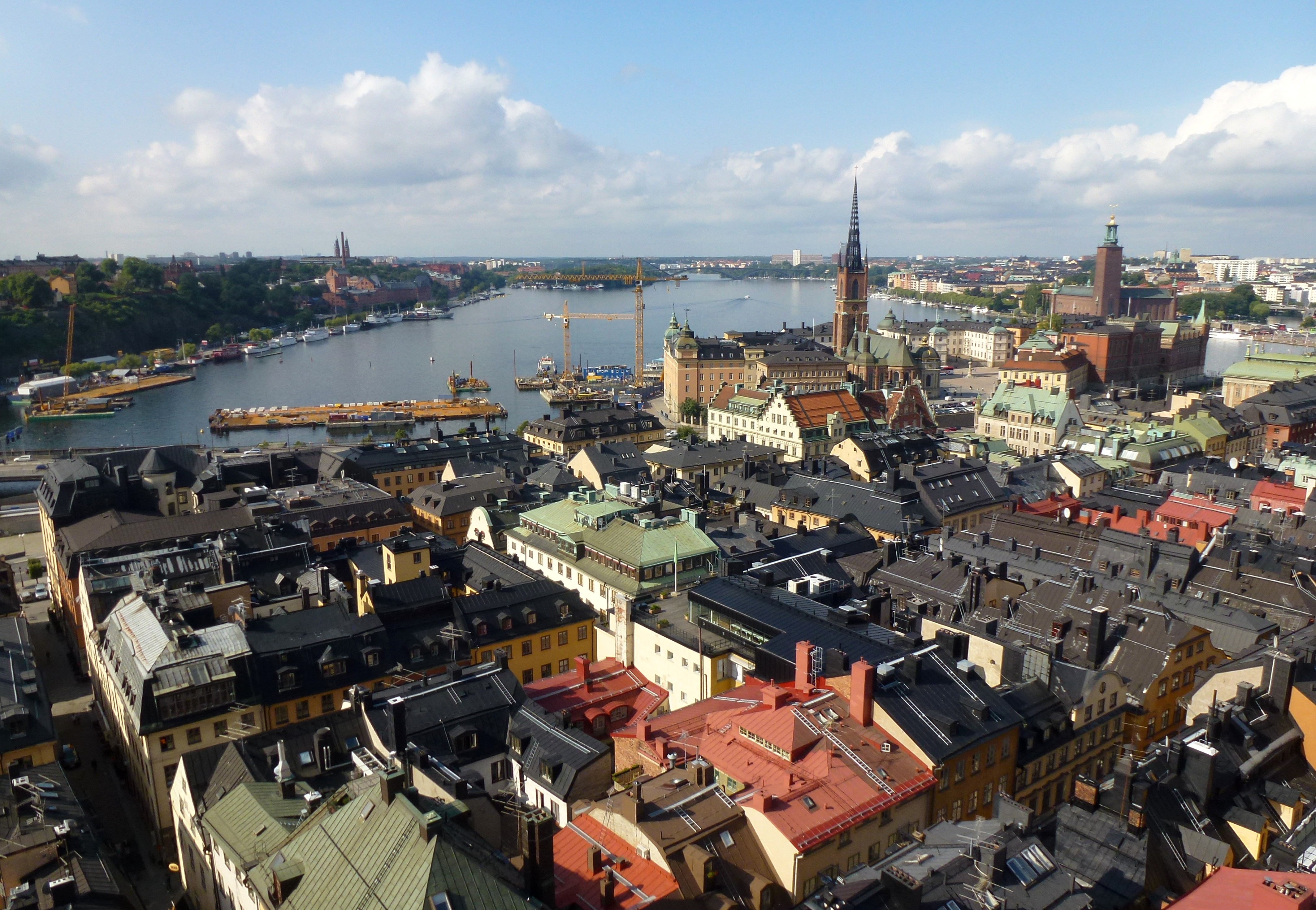
Vy mot väst

## Stortorgets julmarknad
Stockholms-Gillet arrangerar årligen Stortorgets julmarknad, som äger rum cirka en månad före jul och brukar sluta den 23 december. Gamla stans julmarknad har gamla anor men den lades ner 1907. År 1915 öppnades den på nytt, huvudsakligen på Gillets initiativ. Gillet äger de faluröda bodarna, som hyrs ut till hantverkare och andra med försäljning av svenska produkter som hemslöjd, matvaror och glögg. Överskottet från julmarknaden går till Gillets verksamhet.

Julmarknad på Stortorget genom tiden
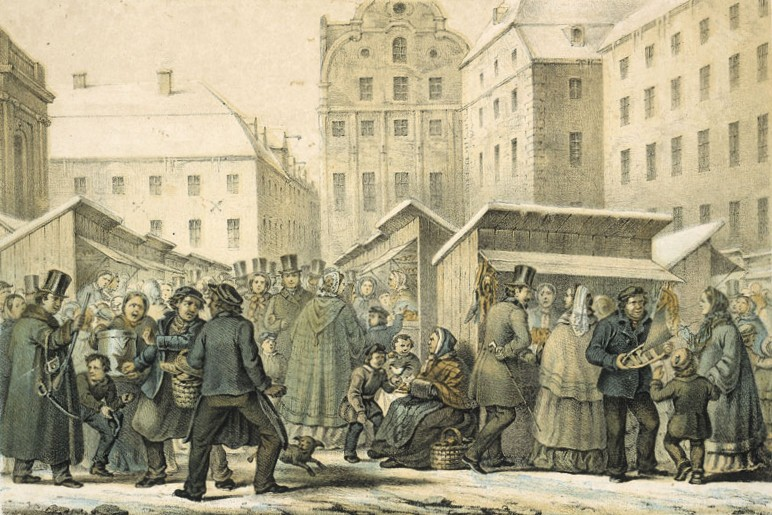
Gamla stans julmarknad 1859
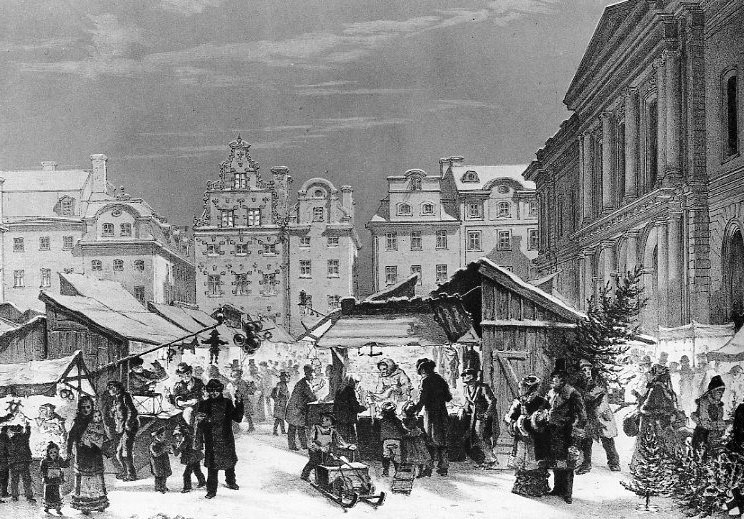
Gamla stans julmarknad 1874
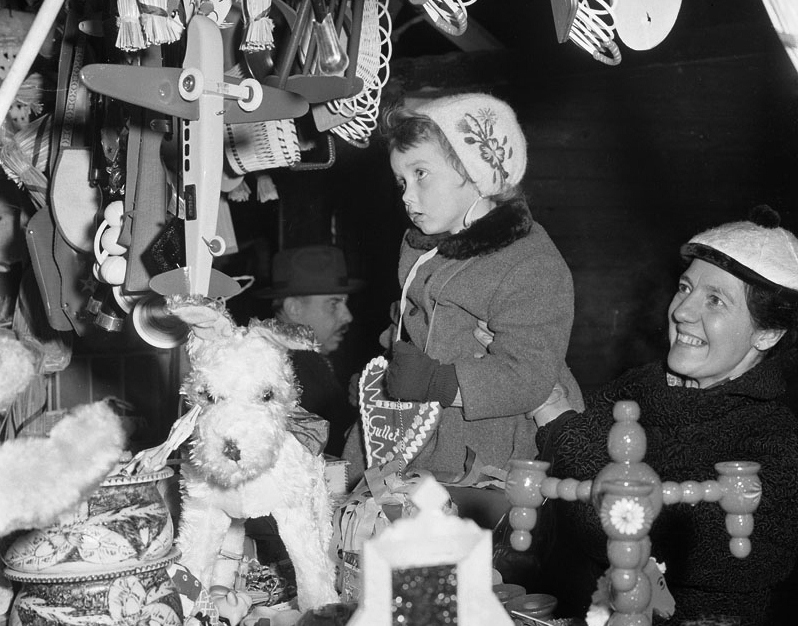
Gamla stans julmarknad 1956
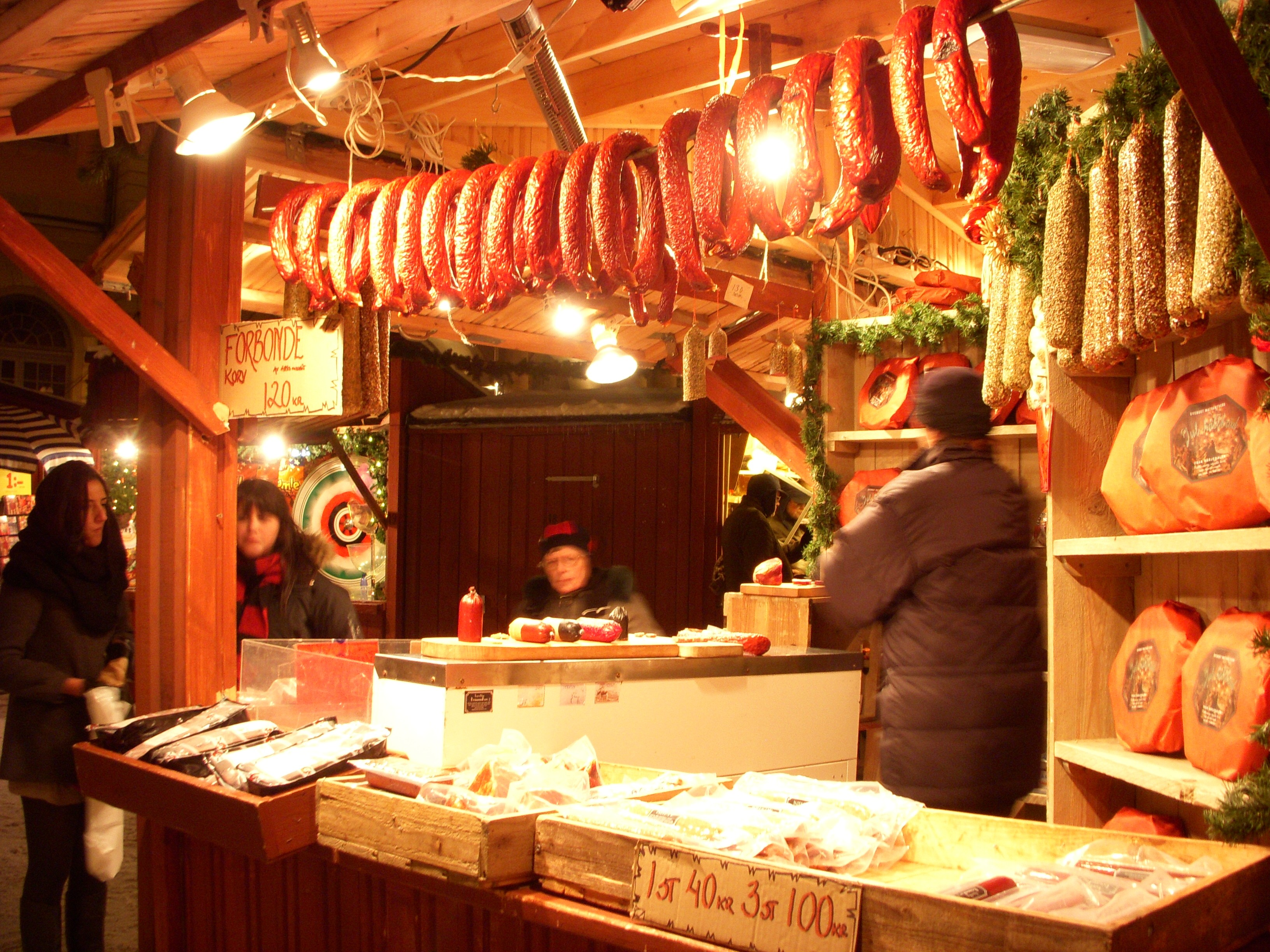
Gamla stans julmarknad 2009

## Gator och torg
De äldsta kända bevarade gatunamnen i Stockholm och Gamla stan är Köpmangatan omnämnd första gången 1323 och Skomakargatan några år senare. Från 1400-talet finns namn som Stortorget, Kornhamn, Slottsbacken och Järntorget, liksom många namn som påminner om olika kyrkliga företeelser till exempel Stora Gråmunkegränd, Svartmangatan och Själagårdsgatan. Även Kindstugatan och Kåkbrinken är belagda från 1400-talet. Västerlånggatan och Österlånggatan har också medeltida anor. Efter 1600-talet har bara marginella förändringar skett av gator och torg i Gamla stan. Mårten Trotzigs gränd är endast 90 cm bred och är därmed Stockholms smalaste gränd.
Väldigt få namn har kommit till på 1800-talet, till dem hör Slussplan och Telegrafgränd, och på 1900-talet namnsattes främst kajer, broar exempelvis Kanslikajen, Riddarhuskajen och Stallbron.

## Kvarter i Gamla stan
Den övervägande delen av kvarteren i Gamla stan har döpts efter begrepp (främst gudar) ur den grekiska och romerska mytologin. Undantagen på Stadsholmen är Rådstugan och Tre Kronor. Gamla stans kvartersnamn har till huvudsak tillkommit under senare delen av 1600-talet och början av 1700-talet och bestämdes förmodligen av stadsingenjören Johan Cortman. Det fanns även planerade, namngivna kvarter som aldrig fullbordades. På Petrus Tillaeus karta från 1733 framgår tre planerade kvarter sydväst om kvarteren Charon, Iason och Midas som skulle heta America, Africa respektive Asia, men som aldrig kom till stånd.

## Referenser

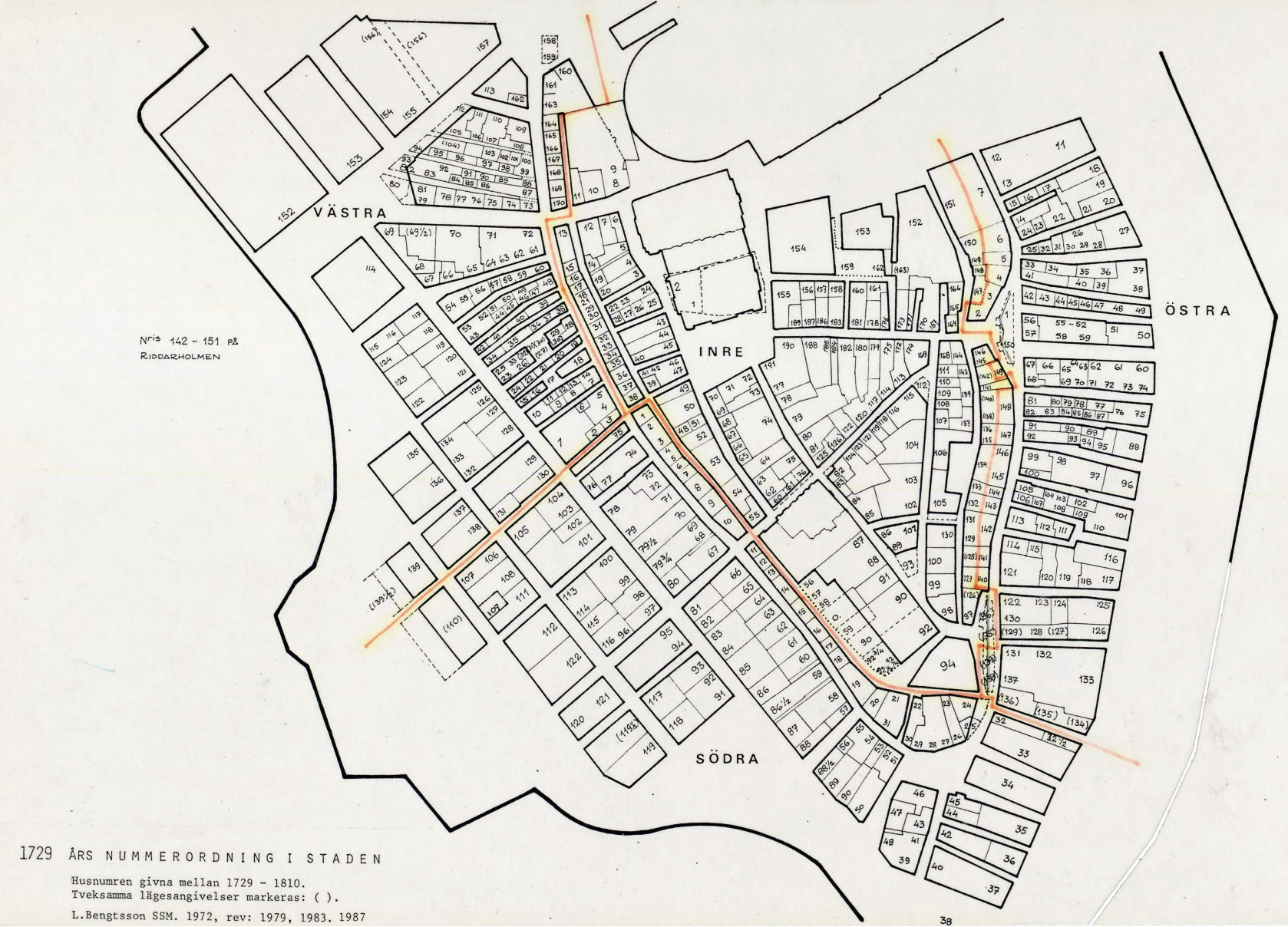
Kartan visar kvarter i Gamla stan och är en sammanställning av de tomtnummer som användes mellan 1729 och 1810.

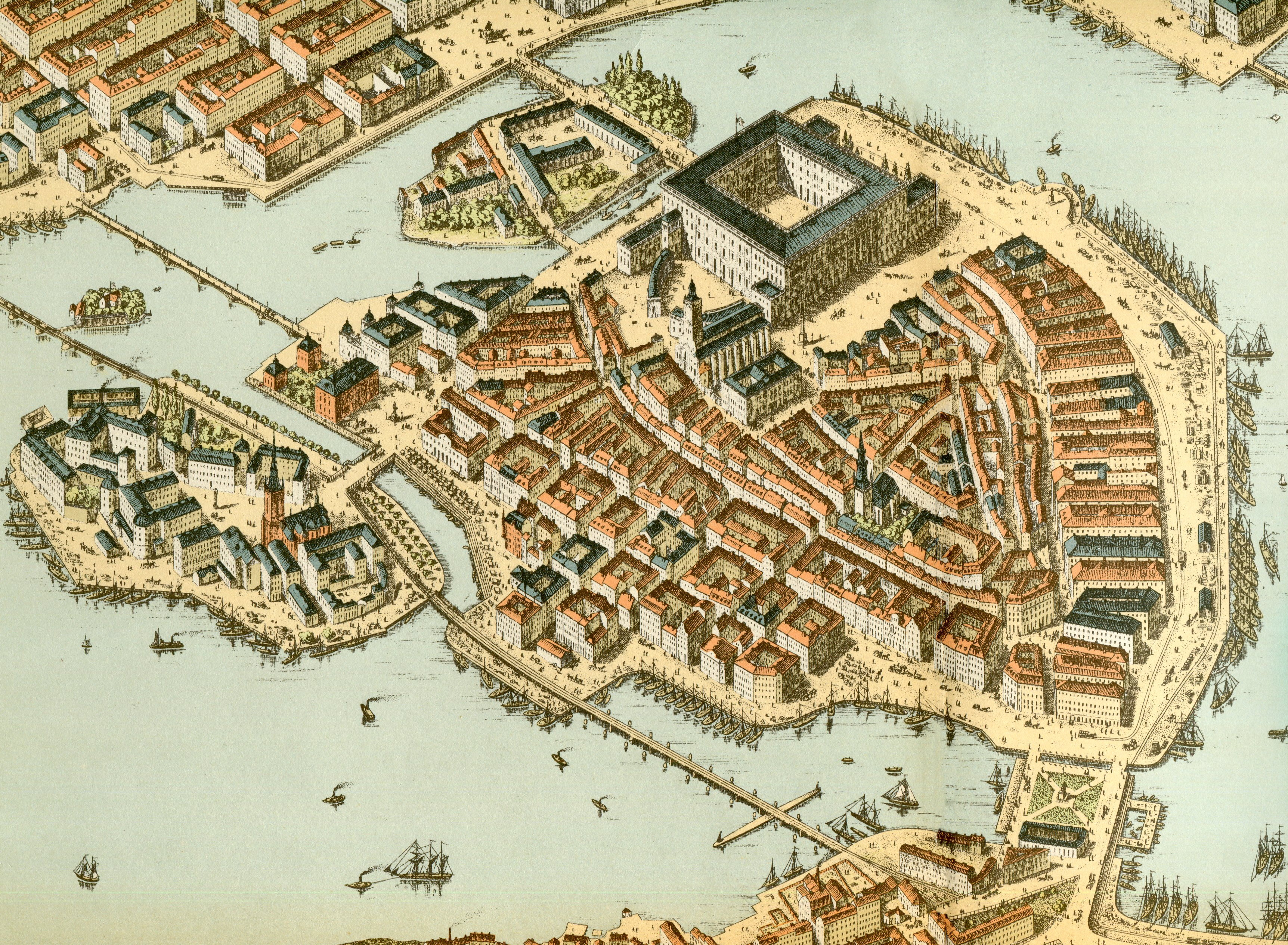
Gamla stan och Riddarholmen på 1870-talet enligt Heinrich Neuhaus.